# Alentejo

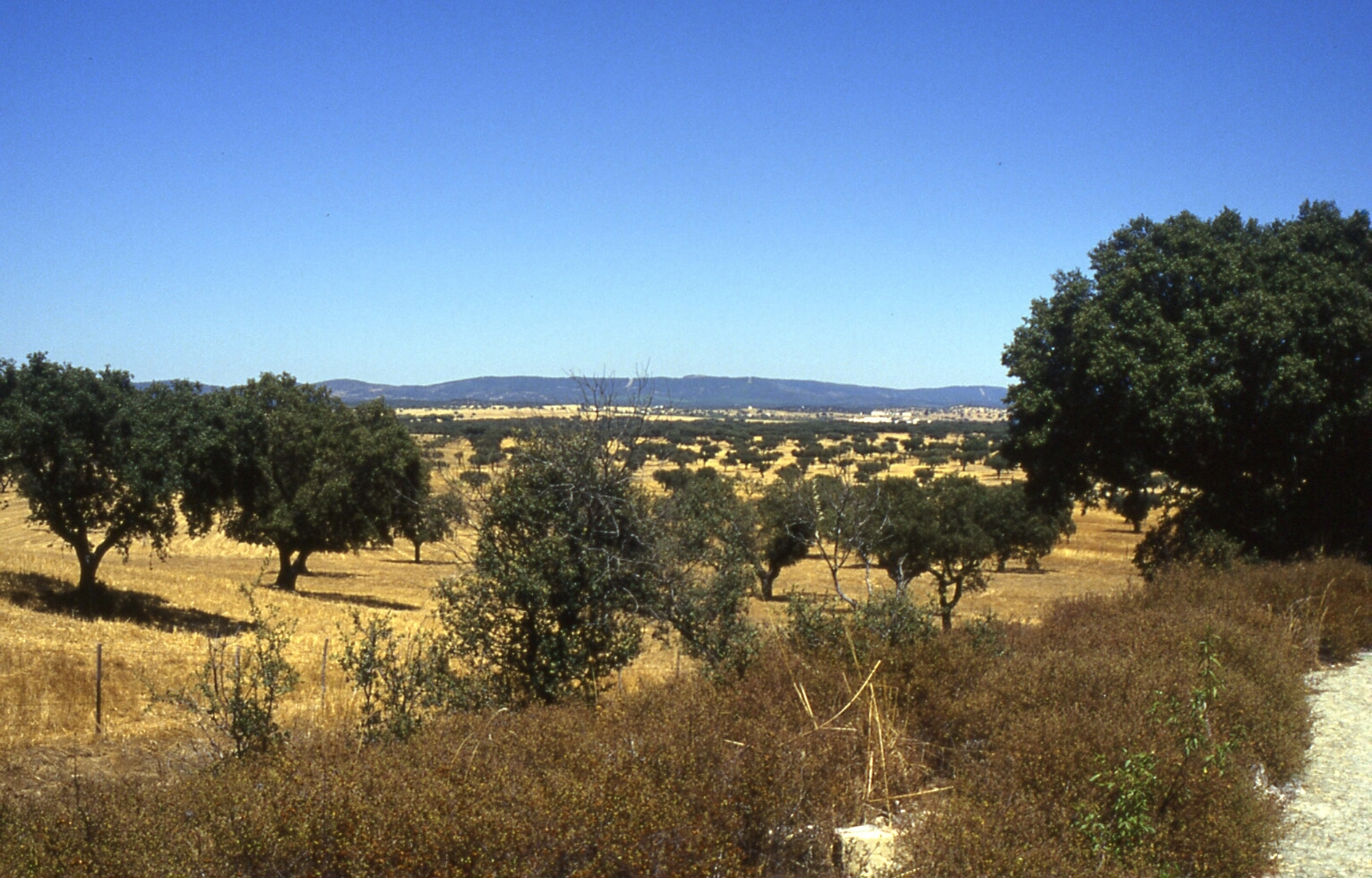
Paisatge de l'interior d'Alentejo

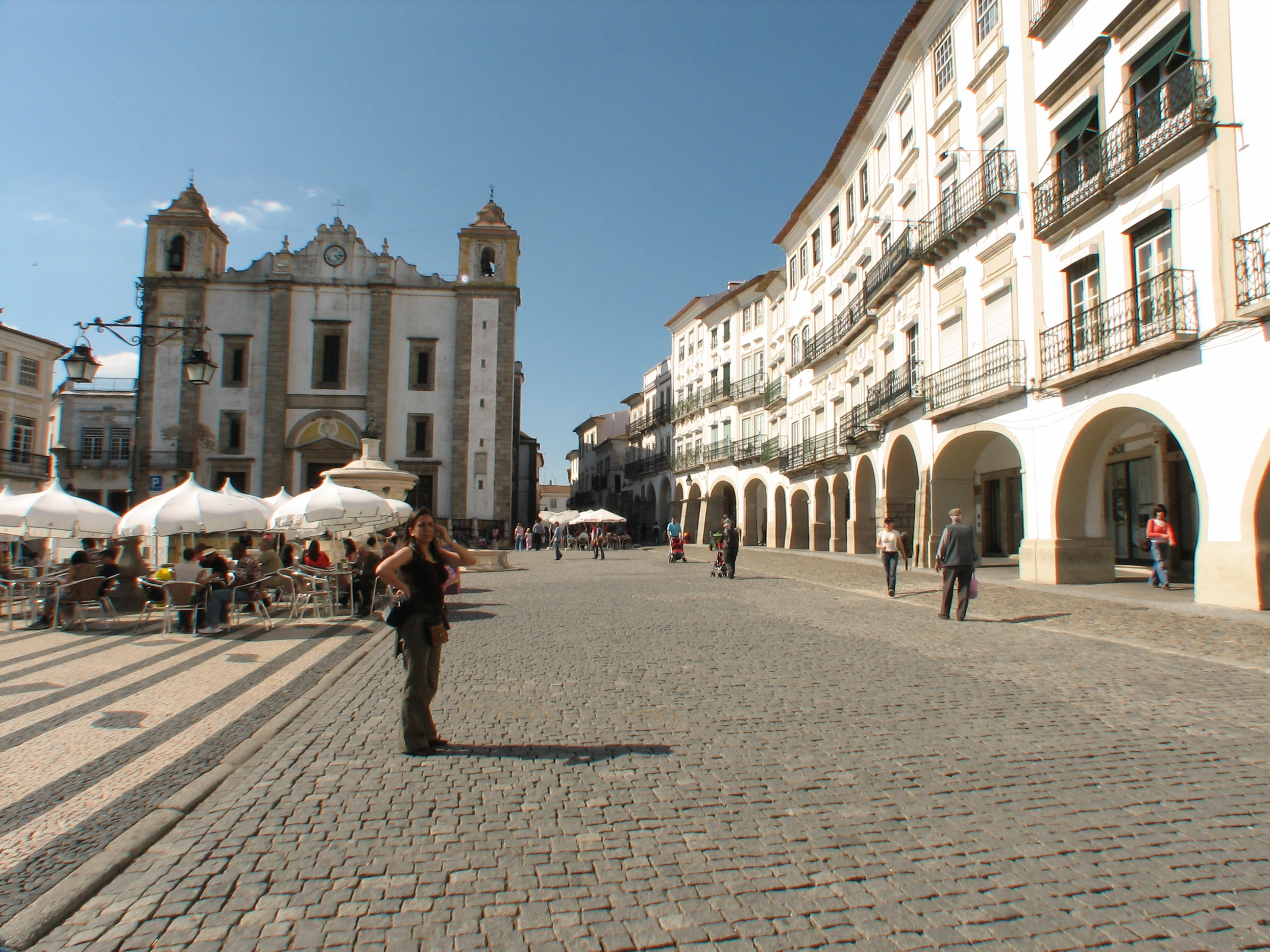
Plaza del Giraldo, Évora

Alentejo [ɐ.lẽ.'tɛ.ʒo] és una regió geogràfica, històrica i cultural del centre-sud i sud de Portugal. Literalment, en portuguès significa la zona conquerida més enllà del riu Tejo, la situada més al sud.
L'Alentejo inclou les subregions de Baixo Alentejo, Alt Alentejo, Alentejo Central i Alentejo Litoral, amb un total de 47 municipis. A més, el municipi d'Olivença, des del 1801 sota sobirania espanyola, també era part de l'antiga comarca de l'Alentejo, i de fet Portugal a dia d'avui segueix reclamant-ne la sobirania.
Limita al nord amb Beira Baixa, a l'est amb Espanya (Andalusia i Extremadura), al sud amb l'Algarve i a l'oest amb l'oceà Atlàntic, Ribatejo i Estremadura.
L'àrea de l'Alentejo és de 27.292 km² (29,6% del país) i té una població de 790.849 habitants (7,5% del país). La densitat de població de l'Alentejo és de 18,7 hab./km².

## Geografia
Formada per sòls àcids, és una regió de suaus turons amb un clima mediterrani més oceànic que la part espanyola adjacent. Ací es crien la major part de les sureres portugueses, en forma de devesa. Portugal és el major productor mundial de suro, amb un 70% de la producció. Es conrea també l'olivera i en menor grau la vinya. Al nord de la regió predomina la ramaderia de boví, oví i porcí. Cap al sud predomina més l'agricultura. Del seu valor natural és testimoniatge haver estat la darrera regió portuguesa a albergar el linx ibèric.
Les seues costes estan molt poc urbanitzades pel fort vent de l'oceà. Això fa que formen sistemes dunars molt espectaculars, que probablement són els millor conservats de la península. El 2015, les platges de l'Alentejo es consideraven les millors d'Europa.

### Relleu

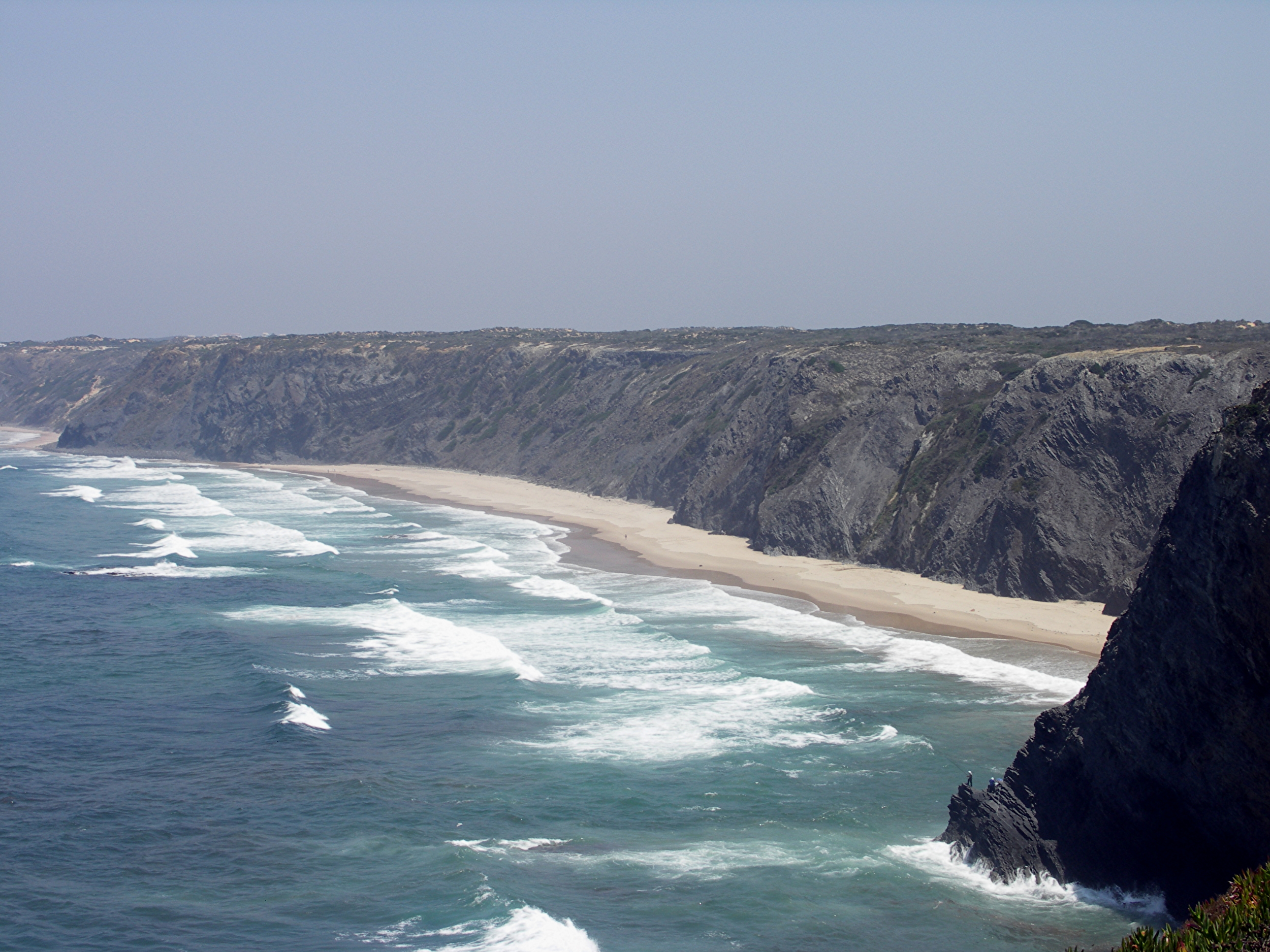
L'Alentejo Litoral té les platges més salvatges de Portugal, considerades de les millors d'Europa pel seu escàs grau d'explotació i el seu caràcter quasi verge

El relleu del camp varia des de les planes obertes del sud de l'Alentejo, als turons de granit a la frontera amb Galícia al nord i l'estat espanyol a l'est. Per alimentar les necessitats d'aigua d'aquesta àrea considerable es construïren unes preses públiques entre les quals destaca la d'Alqueva. El paisatge és sobretot de suaus pujols i planes, amb sureres i oliveres, o vinyes.

### Subregions
El NUT II d'Alentejo es divideix en 5 subregions i comprén 58 municipis i prop de 400 freguesies.
Alt Alentejo - 118.352 habitants (6.230 km²)
Alentejo Central - 166.706 habitants (7.393 km²)Alentejo Litoral - 100.895 habitants (5.308,11 km²)Baixo Alentejo - 126.692 habitants (8.505 km²)
Lezíria do Tejo - 247.453 habitants (4.275 km²)

## Demografia
La població resident a l'Alentejo és d'al voltant de 759.000, amb un 49% d'homes i un 51% de dones. És la regió menys poblada del país, que representa més d'un terç del territori nacional, però només el 7,1% de la seua població. També és la regió amb la població més anciana, amb 22.9% sent major de 65 anys (mentre que la mitjana nacional és de 17,5%).
La població hi continua disminuint, sobretot a l'interior. Es diu que els vilatans emigren dels llogarets a les ciutats de Portugal i d'ací a les ciutats de l'estranger. Part de la immigració que rep l'Alentejo és d'europeus del nord que busquen un clima assolellat, tot i que no sempre hi viuen de manera permanent, només per a retirs temporals. La població provinent de la Xina, Brasil i, en la seua majoria, d'Europa oriental se suma a frenar el declivi de la població.

## Enllaços externs

Vista típica del camp de la regió de l'Alentejo. Els arbres en primer pla són sureres (Quercus suber), juntament amb un camp de blat tallat. En segon i tercer pla podem veure vinya (Vitis vinifera) i oliveres (Olea europea). El blat, el suro, l'oli d'oliva i el vi són els productes més importants de l'Alentejo